# Uitverkoren
Uitverkoren (Engels:The Chosen) is een boek geschreven door de Amerikaanse schrijver Chaim Potok en gepubliceerd in 1967.
Het boek gaat over twee joodse tieners die een vriendschap vormen, ook al komen ze beiden uit een totaal andere leefomgeving. Het verhaal wordt verteld door de ogen van Reuven Malter. Het boek is opgebouwd uit achttien hoofdstukken. Verder is het gehele boek weer in drie delen verdeeld.
Uitverkoren speelt zich af in de jaren 40 in Williamsburg, in Brooklyn, in de stad New York. Het verhaal speelt zich af over een periode van zes jaar.
Er is ook een opvolger van dit boek verschenen, De belofte (The Promise).

## Belangrijkste personages
De belangrijkste personages binnen het boek zijn:
- Reuven (Robert) Malter - Je leest het boek door zijn ogen. Hij is een moderne orthodoxe jood. Hij is goed in wiskunde en wil graag rabbijn worden. Hij is de vriend van Danny en de zoon van David.
- Daniel (Danny) Saunders - Een briljante chassidische jood met een fotografisch geheugen. Hij wil graag psychologie gaan studeren maar moet rabbijn worden. Hij is de vriend van Reuven en de zoon van rabbijn Saunders.
- David Malter - Journalist voor een krant en aanhanger (in de loop van het verhaal) van het zionisme. Hij is de vader van Reuven.
- Rabbi Isaac Saunders - Rabbijn van het Chassidisch jodendom. Hij is ultra-orthodox en een fel tegenstander van het zionisme. Hij is de vader van Danny.

## Nederlandse vertaling
The Chosen is in het Nederlands ook verschenen onder de titels De rechtvaardige (1969) en De rechtvaardiging (1984). Vanaf 1987 kreeg de vertaling als titel Uitverkoren. Hierna volgde een groot aantal herdrukken.